# Marie-Line
Pour les articles homonymes, voir Marie Line.
Pour plus de détails, voir Fiche technique et Distribution.
Marie-Line est un film français réalisé par Mehdi Charef en 1999.

## Synopsis
Marie-Line est à la tête d'une unité de nettoyage qui travaille de nuit dans un supermarché. Son équipe est uniquement composée de femmes, pour la plupart immigrées et pas toujours en règle.
Tout porte à croire que Marie-Line et ses employées n'ont rien en commun. Elle est obsédée par le travail bien fait et se montre sévère avec son petit groupe.
Toutefois, une relation profonde s'instaure entre elle et ces femmes. Derrière la carapace de « petit chef », Marie-Line se découvre à travers ses employées.

## Fiche technique
- Titre : Marie-Line
- Réalisation : Mehdi Charef
- Scénario : Mehdi Charef
- Production : Éric Névé
- Société de production : La Chauve Souris
- Composition : Bernardo Sandoval
- Montage : Kenout Peltier
- Photographie : Alain Levent
- Décors : Dominique Douret
- Pays d'originie : France
- Genre : drame
- Durée : 100 minutes
- Date de sortie : 20 décembre 2000

## Distribution
- Muriel Robin : Marie-Line
- Valérie Stroh : Bergère
- Fejria Deliba : Meriem
- Gilles Treton : Paul
- Yann Esptein : Léonard
- Cylia Malki : Laurence
- Marie Rivière : Louise
- Aïssa Maïga : Malika
- Selma Kouchy : Marnia
- Antonia Malinova : Maïna
- Veronica Novak : Sara
- Sydney Kabran : Fathi
- Noémie Thomas : Lila
- Mbembo : Lagos
- Fernand Guiot : M. Van Link
- Eminé Oztoprak : Larissa
- Christian Sinniger : Auguste
- Gaëtan Gallier : Le boxeur
- Emmanuelle Laborit : Inspectrice du travail

## Production

### Tournage
Le film a été tourné dans l'hypermarché Champion de Corbeil-Essonnes.

## Musique
- Mon village au bout du monde par Joe Dassin.

## Accueil
Le film reçut de bonnes critiques dans l'ensemble (Première,Telerama, Liberation, etc.), mais il n'attira pas en conséquence le grand public, car le film aborde le monde du travail, la souffrance au travail, et le personnage de Marie-Line (agent d'entretien nettoyage dans un supermarché), illustre un métier très répandu chez les femmes issues du milieu populaire (avec par exemple caissière, manutentionnaire, etc.) et surtout, montre un métier précaire, avec ses conflits, liés aux cadences du travail, ou des femmes souvent issues de l'immigration y travaillent. Le film a donc un aspect social, et est presque à voir comme un documentaire. Plutôt que d'être pessimiste, il donne plutôt de l'espoir, dénonce le "burning out" phénomène qui s'explique par le fait de trop travailler. Le film présente la recherche de l'amitié, le fait d'aller vers les autres, de partager, de rechercher le dialogue à des conflits, être humain , et rechercher à aller vers les autres, malgré les différences, les origines, pour trouver une alternative au marasme, et à sa condition, pour rechercher une forme de bonheur, émerger en allant vers les autres par le simple fait de la communication.

## Distinctions

### Nominations
Muriel Robin obtint une nomination au César de la meilleure actrice.